# 3 000 mètres masculin aux championnats du monde d'athlétisme en salle 2022
Pour un article plus général, voir Championnats du monde d'athlétisme en salle 2022.
Navigation
2018 2024
L'épreuve du 3 000 mètres masculin des championnats du monde en salle de 2022 se déroule les 18 et 20 mars 2022 dans la Štark Arena de Belgrade, en Serbie.

## Résultats

### Séries
Les 4 premiers de chaque série (Q) et les 3 meilleurs temps (q) se qualifient pour la finale.
| Rang | Série | Athlète               | Pays             | Temps   | Notes |
| ---- | ----- | --------------------- | ---------------- | ------- | ----- |
| 1    | 1     | Lamecha Girma         | Éthiopie         | 7:46.21 | Q     |
| 2    | 1     | Jacob Krop            | Kenya            | 7:46.43 | Q     |
| 3    | 1     | Zouhair Talbi         | Maroc            | 7:48.03 | Q     |
| 4    | 1     | Dillon Maggard        | États-Unis       | 7:48.58 | Q     |
| 5    | 1     | Jonas Raess           | Suisse           | 7:49.31 | q     |
| 6    | 1     | Baldvin Magnússon     | Islande          | 7:49.34 | q     |
| 7    | 2     | Selemon Barega        | Éthiopie         | 7:51.42 | Q     |
| 8    | 2     | George Beamish        | Nouvelle-Zélande | 7:51.71 | Q     |
| 9    | 1     | Michael Somers        | Belgique         | 7:51.89 | q     |
| 10   | 2     | Matthew Ramsden       | Australie        | 7:52.04 | Q, SB |
| 11   | 2     | Adel Mechaal          | Espagne          | 7:52.27 | Q     |
| 12   | 2     | Hicham Akankam        | Maroc            | 7:52.38 |       |
| 13   | 2     | Elzan Bibić           | Serbie           | 7:52.78 |       |
| 14   | 3     | Marc Scott            | Grande-Bretagne  | 7:54.90 | Q     |
| 15   | 3     | Daniel Ebenyo         | Kenya            | 7:54.97 | Q     |
| 16   | 3     | Isaac Kimeli          | Belgique         | 7:55.75 | Q     |
| 17   | 2     | Sam Parsons           | Allemagne        | 7:55.97 |       |
| 18   | 3     | Maximilian Thorwirth  | Allemagne        | 7:56.20 | Q     |
| 19   | 2     | Tim Verbaandert       | Pays-Bas         | 7:56.61 |       |
| 20   | 3     | Ossama Meslek         | Italie           | 7:57.24 |       |
| 21   | 1     | John Gay              | Canada           | 7:57.56 |       |
| 22   | 2     | Ahmed Jaziri          | Tunisie          | 7:58.44 |       |
| 23   | 3     | Berihu Aregawi        | Éthiopie         | 7:58.59 |       |
| 24   | 2     | Yassin Bouih          | Italie           | 7:58.63 |       |
| 25   | 1     | Nursultan Keneshbekov | Kirghizistan     | 7:59.39 |       |
| 26   | 1     | Joel Ibler Lillesø    | Danemark         | 8:00.07 |       |
| 27   | 2     | Ehab El-Sandali       | Canada           | 8:00.64 |       |
| 28   | 3     | Jordan Gusman         | Malte            | 8:02.13 |       |
| 29   | 3     | Mohamad Al-Garni      | Qatar            | 8:02.86 |       |
| 30   | 3     | Darragh McElhinney    | Irlande          | 8:06.31 |       |
| 31   | 3     | Adriaan Wildschutt    | Afrique du Sud   | 8:09.24 |       |
| 32   | 1     | Jamaine Coleman       | Grande-Bretagne  | 8:12.76 |       |
| 33   | 3     | Fernando Martínez     | Mexique          | 8:15.58 |       |
|      | 2     | Ali Moussa Barak      | Tchad            | DNF     | DNF   |

### Finale
| Rang               | Athlète              | Pays             | Temps   | Notes |
| ------------------ | -------------------- | ---------------- | ------- | ----- |
| Médaille d'or      | Selemon Barega       | Éthiopie         | 7:41.38 |       |
| Médaille d'argent  | Lamecha Girma        | Éthiopie         | 7:41.63 |       |
| Médaille de bronze | Marc Scott           | Grande-Bretagne  | 7:42.02 | SB    |
| 4                  | Daniel Ebenyo        | Kenya            | 7:42.97 |       |
| 5                  | Jacob Krop           | Kenya            | 7:43.26 |       |
| 6                  | Zouhair Talbi        | Maroc            | 7:43.45 |       |
| 7                  | Adel Mechaal         | Espagne          | 7:43.60 |       |
| 8                  | Maximilian Thorwirth | Allemagne        | 7:45.87 |       |
| 9                  | Dillon Maggard       | États-Unis       | 7:46.18 | PB    |
| 10                 | George Beamish       | Nouvelle-Zélande | 7:46.91 |       |
| 11                 | Jonas Raess          | Suisse           | 7:47.28 |       |
| 12                 | Matthew Ramsden      | Australie        | 7:49.82 | SB    |
| 13                 | Michael Somers       | Belgique         | 7:51.65 |       |
| 14                 | Baldvin Magnússon    | Islande          | 8:04.77 |       |
|                    | Isaac Kimeli         | Belgique         | DNS     | DNS   |

## Légende
Records et Performances
- AR : Record continental (area record)
- CR : Record des championnats (championship record)
- MR : Record du meeting (meet record)
- NR : Record national (national record)
- OR : Record olympique (olympic record)
- PR : Record paralympique (paralympic record)
- PB : Record personnel (personal best)
- SB : Meilleure performance personnelle de la saison (season's best)
- WL : Meilleure performance mondiale de l'année (world leader)
- WJR : Record du monde junior (world junior record)
- WR : Record du monde (world record)

Circonstances et Conditions
- DNF : N'a pas terminé (did not finish)
- DNS : N'a pas pris le départ (did not start)
- DQ : Disqualification (disqualification)
- NM : Aucun essai valable enregistré (No Mark)
- Q : Qualifié « directement » au prochain tour (ou à la prochaine compétition), lors d'une compétition majeure, grâce au classement ou à la réalisation des minima (automatic qualifier)
- q : Qualifié au prochain tour (ou à la prochaine compétition), lors d'une compétition majeure, grâce au repêchage ou à la réalisation de l'une des meilleures performances parmi celles des « non qualifiés directement » (grâce au meilleur temps ou à la meilleure distance par exemple) (secondary qualifier)